# Dompierre-Becquincourt
Dompierre-Becquincourt är en kommun i departementet Somme i regionen Hauts-de-France i norra Frankrike. Kommunen ligger i kantonen Chaulnes som tillhör arrondissementet Péronne. År 2022 hade Dompierre-Becquincourt 714 invånare.

## Befolkningsutveckling
Antalet invånare i kommunen Dompierre-Becquincourt
| Referens: INSEE |